# Hipparchos (Dialog)

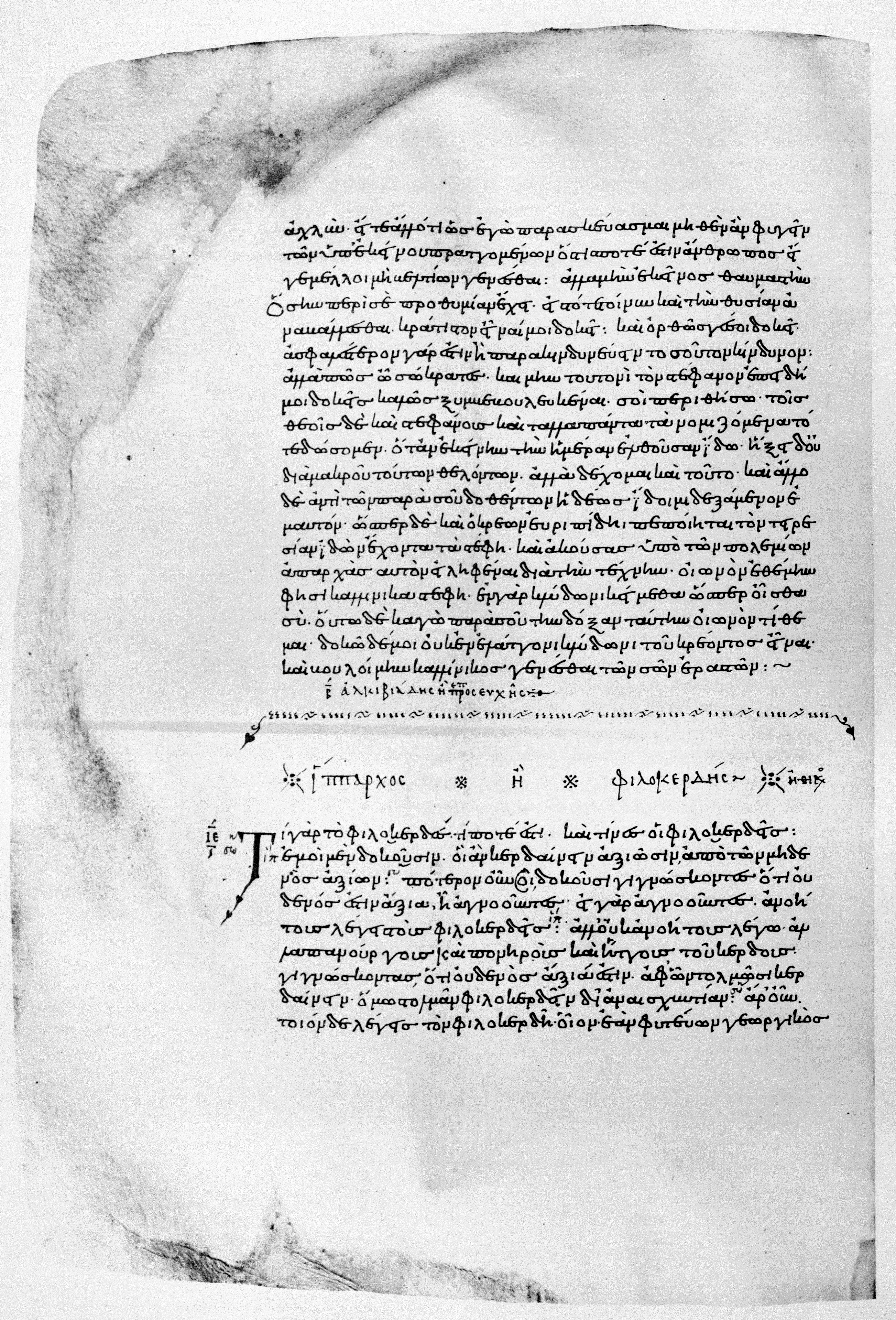
Der Anfang des Hipparchos in der ältesten erhaltenen mittelalterlichen Handschrift, dem 895 geschriebenen Codex Clarkianus

Hipparchos (altgriechisch Ἵππαρχος Hípparchos) ist ein antiker literarischer Dialog, der angeblich von Platon stammt, aber in der Forschung überwiegend für unecht gehalten wird. Wiedergegeben wird ein fiktives Gespräch zwischen dem Philosophen Sokrates und einem nicht namentlich genannten Freund. Der Dialog ist nach dem 514 v. Chr. ermordeten Tyrannen Hipparchos benannt, dessen längst vergangene Herrschaftszeit thematisiert wird. Ein Alternativtitel lautet „Der Gewinnliebende“. Die beiden Gesprächspartner gehen der Frage nach, worauf das Gewinnstreben eigentlich abzielt und wie es philosophisch zu beurteilen ist.

## Inhalt
Der Zeitpunkt und Anlass des Gesprächs wird nicht mitgeteilt. Einen Anhaltspunkt bietet nur der Umstand, dass Sokrates, der 399 v. Chr. als Siebzigjähriger starb, sich selbst als alt bezeichnet.
Der Dialog beginnt unvermittelt mit der Frage des Sokrates an seinen jungen Freund, was unter Gewinnstreben und unter gewinnliebenden (oder gewinnsüchtigen) Menschen zu verstehen ist (das griechische Wort philokerdḗs „gewinnliebend“ impliziert nicht so zwangsläufig wie das deutsche „süchtig“ eine negative Wertung). Der Freund, der das Gewinnstreben grundsätzlich verurteilt, meint, gewinnsüchtig seien diejenigen, die aus Wertlosem einen Gewinn ziehen möchten. Zwar sei ihnen eigentlich die Wertlosigkeit des Erstrebten klar, doch wegen ihres schlechten Charakters seien sie außerstande, aus diesem Wissen Konsequenzen zu ziehen und ihre Sucht zu überwinden. Dagegen wendet Sokrates ein, dass kein Fachmann (etwa ein Bauer, Pferdezüchter oder Steuermann) in seinem Beruf Waren (Saatgut, Futter, Segel und Steuer) verwende, deren Untauglichkeit ihm bekannt sei. Da somit niemand aus Wertlosem Gewinn erwarte, wenn er über die Wertlosigkeit Bescheid wisse, sei niemand im Sinne der vorgeschlagenen Begriffsbestimmung gewinnsüchtig. Sokrates legt dar, dass ein fehlgeleitetes Gewinnstreben auf Unwissenheit über den mangelnden Wert des Erstrebten beruhen müsse. Das Erstrebte werde immer für etwas Gutes gehalten. Das Gute aber erstrebe jeder. So gesehen sei somit jeder Mensch gewinnsüchtig. Der Freund versucht, diesem Gedankengang auszuweichen, indem er Gewinnsucht als Streben nach unredlichem Gewinn bestimmt. Solcher Gewinn sei in Wirklichkeit ein Schaden.
Sokrates zeigt, dass dieser Einwand seine Argumentation nicht entkräftet, der zufolge jeder Gewinn prinzipiell ein Gut ist und als solches geliebt und erstrebt wird, was der Freund bereits eingeräumt hat. Darauf beschuldigt ihn der Freund, er wolle ihn mit raffinierter Debattierkunst hereinlegen. Dagegen verwahrt sich Sokrates mit längeren Ausführungen über den verstorbenen Hipparchos, der ein weiser Herrscher gewesen sei und segensreiche Maßnahmen getroffen habe. Hipparchos habe seinen Untertanen den Grundsatz ans Herz gelegt, dass man einen Freund nicht hinters Licht führen dürfe. Er, Sokrates, halte sich an dieses Gebot. Das übertrieben wirkende Lob, das Sokrates der Weisheit des Tyrannen Hipparchos spendet, weist einen ironischen Aspekt auf.
Dann wenden sie sich wieder dem ursprünglichen Thema zu. Sokrates untersucht die Annahme, es gebe schlechten Gewinn, um sie zu widerlegen. Er beharrt auf seiner These, Gewinn jeder Art sei immer ein Gut und Verlust sei immer ein Übel. Daher seien auch alle rechtschaffenen Menschen gewinnliebend, denn ihr Bestreben richte sich auf den Erwerb des Guten und somit – ebenso wie bei den schlechten Menschen – auf einen Gewinn. Ob es sich im Einzelfall tatsächlich um einen Gewinn handelt, ergebe sich aus dem realen Wert des betreffenden Besitztums und aus dem Verhältnis von Aufwand und Ertrag. Der wirkliche Wert der erstrebten Dinge sei zwar unterschiedlich, doch ändere dies nichts daran, dass jeder das, was ihm gut vorkomme, gewinnen wolle. Somit sei die Gewinnliebe eine Eigenschaft aller Menschen und niemand sei berechtigt, sie einem anderen vorzuwerfen. Der Freund kann den Argumenten des Sokrates nichts mehr entgegensetzen. Er bekennt aber, weiterhin nicht davon überzeugt zu sein, dass jede Art von Gewinn gut sei.

## Verfasser, Entstehungszeit und Quellen
Die Mehrzahl der modernen Altertumswissenschaftler geht davon aus, dass der Hipparchos nicht von Platon verfasst worden ist, sondern von einem unbekannten Schriftsteller, der den Stil der Dialoge Platons imitierte. Gegen die Echtheit werden Besonderheiten wie die Anonymität von Sokrates’ Gesprächspartner und die Abruptheit des Beginns sowie sprachliche Einzelheiten und literarische Mängel ins Feld geführt. Hinzu kommt, dass keiner der echten Dialoge Platons nach einer Person benannt ist, die nicht am Gespräch teilnimmt. Die Forscher, welche die Echtheit für möglich oder plausibel halten, versuchen die einzelnen Argumente als nicht stichhaltig zu erweisen. Joachim Dalfen glaubt, dass der Hipparchos und andere unechte Dialoge Arbeiten sind, mit deren Anfertigung Platon seine ersten Schüler beauftragte. Mit dieser Hypothese erklärt Dalfen die Nähe dieser Werke zu Platons Frühschriften und das Fehlen von Elementen, die für die späteren echten Dialoge typisch sind.

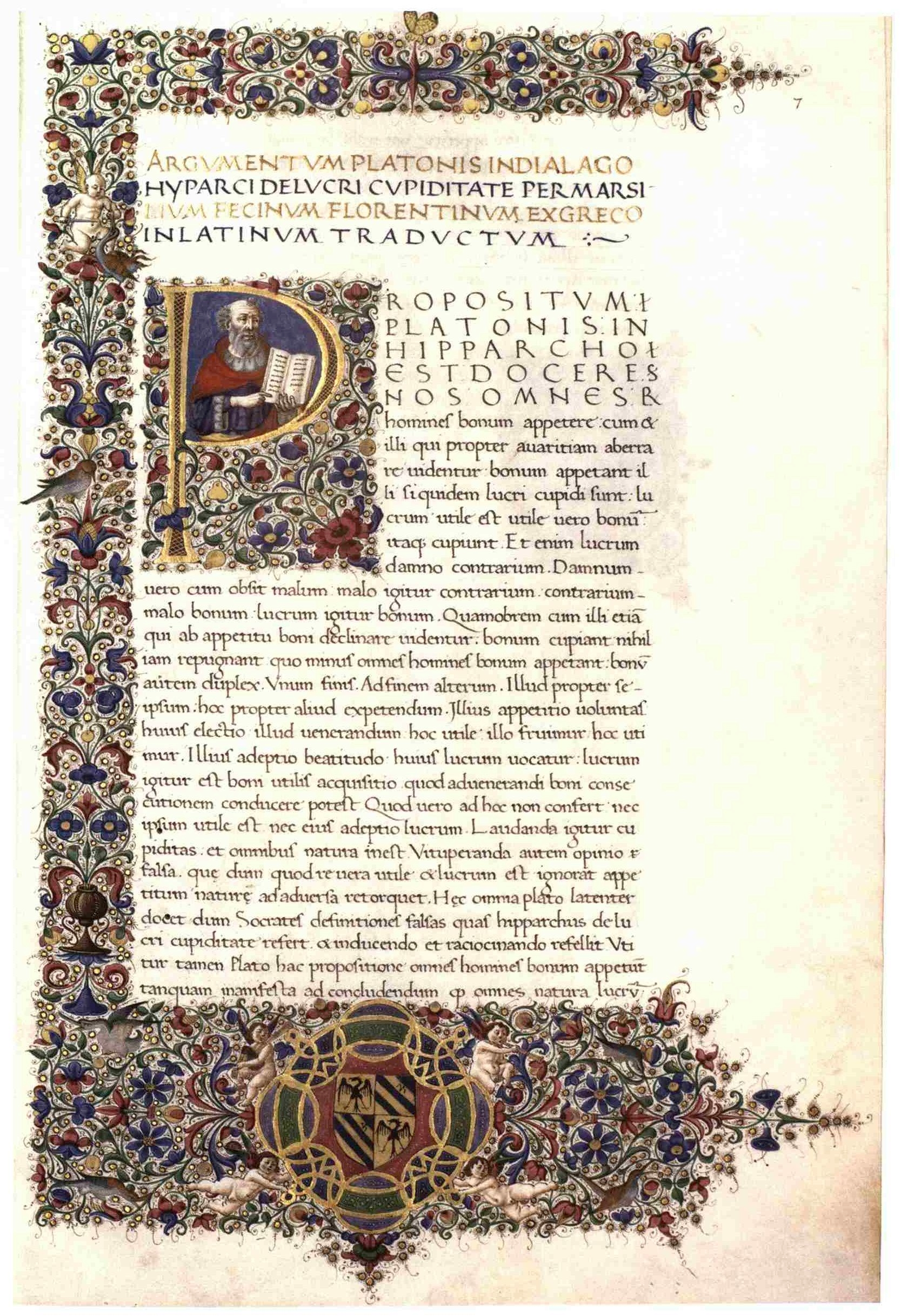
Marsilio Ficinos Einleitung (argumentum) zu seiner lateinischen Übersetzung des Hipparchos in der Handschrift Città del Vaticano, Biblioteca Apostolica Vaticana, Urb. lat. 185, fol. 7r (15. Jahrhundert)

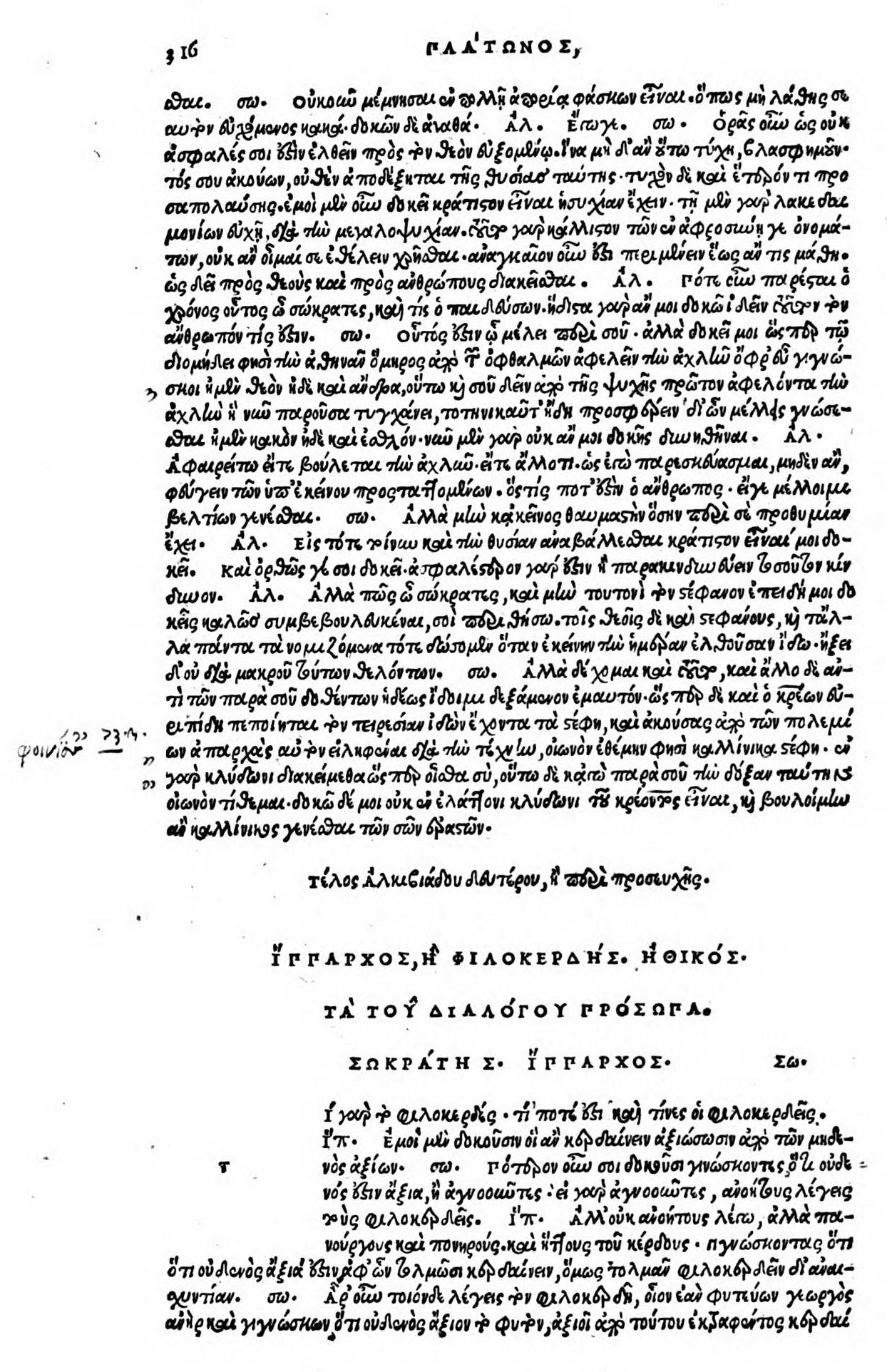
Der Anfang des Hipparchos in der Erstausgabe, Venedig 1513

Unstrittig ist in der neueren Forschung, dass das Werk zu Platons Lebzeiten entstanden ist. Der unbekannte Verfasser gehörte offenbar der Platonischen Akademie an. Als wahrscheinliche Entstehungszeit gilt aus stilistischen und inhaltlichen Gründen das frühe 4. Jahrhundert.
Berührungspunkte mit frühen Dialogen Platons deuten darauf, dass dem Autor des Hipparchos das damals schon vorliegende Werk Platons vertraut war. Er kannte auch das Geschichtswerk des Thukydides, dessen Darstellung von Hipparchos’ Leben und Tod er literarisch umgestaltet hat.

## Rezeption
In der Tetralogienordnung, die anscheinend im 1. Jahrhundert v. Chr. eingeführt wurde, gehört der Hipparchos zur vierten Tetralogie. Der Doxograph Diogenes Laertios führt ihn unter den echten Werken Platons an. Er zählt ihn zu den „ethischen“ Dialogen und nennt den Alternativtitel „Der Gewinnliebende“, der auch in der handschriftlichen Überlieferung des Werks bezeugt ist. Dabei beruft sich Diogenes Laertios auf eine heute verlorene Schrift des Mittelplatonikers Thrasyllos. Nur ganz vereinzelt ist aus der Antike ein Zweifel an der Echtheit des Werks überliefert: Claudius Aelianus beendet seine Darstellung von Hipparchos’ Bildungsbestrebungen mit den Worten: „Dies berichtet Platon, sofern der Hipparchos wirklich von Platon stammt“.
In der arabischsprachigen Welt war der Hipparchos im Mittelalter nicht ganz unbekannt; der Philosoph al-Fārābī verfasste eine Schrift über die Philosophie Platons, in der er die Thematik des Dialogs knapp zusammenfasste.
Der Humanist Marsilio Ficino hielt den Hipparchos für echt und übersetzte ihn ins Lateinische. Die Übersetzung veröffentlichte er 1484 in Florenz in der Gesamtausgabe seiner lateinischen Platon-Übersetzungen. Die erste Ausgabe des griechischen Textes erschien 1513 bei Aldus Manutius in Venedig, eine von dem Humanisten Etienne Dolet angefertigte französische Übersetzung 1544 in Lyon.
Im 19. Jahrhundert sprach sich zuerst August Böckh 1806 für die Unechtheit des Hipparchos aus; seiner Einschätzung folgten Friedrich Schleiermacher und andere Altertumswissenschaftler. Die Einordnung unter die pseudoplatonischen Schriften setzte sich in der modernen Forschung durch, obwohl die gegenteilige Minderheitsmeinung im 20. Jahrhundert immer wieder Anhänger gefunden hat.

## Ausgaben und Übersetzungen
- Antonio Carlini (Hrsg.): Platone: Alcibiade, Alcibiade secondo, Ipparco, Rivali. Boringhieri, Torino 1964, S. 322–359 (kritische Ausgabe mit italienischer Übersetzung).
- Domenico Massaro, Laura Tusa Massaro (Hrsg.): Platone: Ipparco. Rusconi, Milano 1997, ISBN 88-18-70188-6 (Einleitung, griechischer Text nach der Ausgabe von John Burnet [1901] ohne den kritischen Apparat, italienische Übersetzung, Kommentar).
- Charlotte Schubert: Platon, Hipparchos (= Platon: Werke. Übersetzung und Kommentar. Band IV 3). Vandenhoeck & Ruprecht, Göttingen 2018, ISBN 978-3-525-35690-6 (Einleitung, deutsche Übersetzung und Kommentar).
- Joseph Souilhé (Hrsg.): Platon: Œuvres complètes, Band 13 Teil 2: Dialogues suspects. Les Belles Lettres, Paris 1930, S. 44–71 (kritische Ausgabe mit französischer Übersetzung).
- Franz Susemihl (Übersetzer): Hipparchos. In: Erich Loewenthal (Hrsg.): Platon: Sämtliche Werke in drei Bänden, Bd. 1, unveränderter Nachdruck der 8., durchgesehenen Auflage, Wissenschaftliche Buchgesellschaft, Darmstadt 2004, ISBN 3-534-17918-8, S. 872–883 (nur Übersetzung).